# Vía Provincial La Aurora-Samborondón
La Vía Provincial La Aurora-Samborondón (Guayas-002) es una vía provincial de primer orden de sentido oeste-este ubicada en la Provincia de Guayas.  Esta vía se inicia en la  vía arterial Transversal Austral (E40) - vía arterial de la Red Estatal de Carreteras - al noreste de la ciudad de Guayaquil.  La Vía Provincial La Aurora-Samborondón (Guayas-002) se desplaza en dirección oriental hasta terminar su recorrido en la Vía Provincial Bocana-Mercedes  (Guayas-113) en la localidad de Samborondón (cabecera cantonal del Cantón Samborondón).  A medio camino entre La Aurora y Samborondón, la Vía Provincial La Aurora-Samborondón (Guayas-002) conecta con el término occidental de la Vía Provincial de Enlace al Puente Alterno Norte (Guayas-007). 
Esta vía es comúnmente conocida como la vía a Samborondón, allí se encuentran urbanizaciones cerradas, centros comerciales, hospital, etc. 
Pertenece a la parroquia urbana La Puntilla del cantón Samborondón.

## Localidades destacables
De Oeste a Este:
- La Aurora, Guayas
- La Puntilla, Guayas